# ジョエル・キャンベル
ジョエル・ナサニエル・キャンベル・サミュエルズ（Joel Nathaniel Campbell Samuels, 1992年6月26日 - ）は、コスタリカ・サンホセ出身のサッカー選手。LDアラフエレンセ所属。コスタリカ代表。ポジションはフォワード（FW）。

## クラブ経歴
2004年からコスタリカのデポルティーボ・サプリサのユースチームに所属し、2011年1月にはプンタレナスFCにレンタル移籍した。8月にイングランドのアーセナルFCに移籍したが、ワークパーミットの関係でプレミアリーグでプレーできないことから、すぐにフランスのFCロリアンへレンタルされた。
その後もレンタル生活を繰り返したが、2013-14シーズンはオリンピアコスFC で右サイドのレギュラーとして活躍し、ワールドカップでのコスタリカ代表の上位進出に貢献した。2014-15シーズンからアーセナルへ復帰。しかし継続的な出場機会を得られず、2015年1月24日にガブリエウ・パウリスタとのトレードで、ビジャレアルCFにレンタル移籍した。「ビジャレアルで残りのシーズンをプレーすることは、僕にとって非常に大きな意味を持つ。リーガ・エスパニョーラは素晴らしいリーグであり、戻って来られて幸せだ。この好機を生かしたい」と語った。
2015-16シーズンはアーセナルへ復帰。けが人が相次いで手薄になった右サイドのウイングとして継続的に出場機会を得ている。
2016年8月22日、スポルティングCPにレンタル移籍した。
2017年8月31日、2012-13シーズンにレンタルで在籍していたレアル・ベティスにレンタル移籍した。
2018年8月17日、フロジノーネ・カルチョと2021年6月30日までの契約を結んだ。
2019年1月、クラブ・レオンにレンタル移籍した。その後完全移籍となった。

## 代表経歴
コスタリカ代表としてCONCACAF U-17選手権2009に出場した。2011 CONCACAFゴールドカップでA代表初ゴールを記録した。2014 FIFAワールドカップではグループDで下馬評を覆すグループ首位での突破に貢献した。
2022 FIFAワールドカップ・大陸間プレーオフのニュージーランド戦では前半3分に先制ゴールを決め、3大会連続のW杯出場に貢献した。
2022年11月4日、カタールW杯に向けたメンバーの1人に選ばれた。

## 代表歴

### 出場大会
- コスタリカ代表
  - 2014 FIFAワールドカップ
  - 2018 FIFAワールドカップ
  - 2022 FIFAワールドカップ

### 試合数
- 国際Aマッチ 134試合 27得点（2011年-）[8]

| コスタリカ代表 | 国際Aマッチ | 国際Aマッチ |
| 年             | 出場        | 得点        |
| -------------- | ----------- | ----------- |
| 2011           | 9           | 3           |
| 2012           | 10          | 4           |
| 2013           | 11          | 1           |
| 2014           | 12          | 2           |
| 2015           | 15          | 1           |
| 2016           | 11          | 3           |
| 2017           | 6           | 0           |
| 2018           | 9           | 3           |
| 2019           | 10          | 0           |
| 2020           | 1           | 1           |
| 2021           | 15          | 3           |
| 2022           | 13          | 4           |
| 2023           | 12          | 2           |
| 2024           |             |             |
| 通算           | 134         | 27          |

## タイトル

### クラブ
オリンピアコスFC
- ギリシャ・スーパーリーグ：2013-14

アーセナルFC
- FAコミュニティ・シールド：2014, 2015, 2017

クラブ・レオン
- リーガMX：2020
- CONCACAFチャンピオンズリーグ：2023